# Peter Cartwright
Peter Cartwright (né le 16 août 1984 à Anchorage, État de l'Alaska aux États-Unis) est un joueur professionnel américain de hockey sur glace.

## Carrière de joueur
Après une carrière universitaire en Alaska, il devient professionnel en s'alignant avec les Sundogs de l'Arizona de la Ligue centrale de hockey en 2008-2009. La saison suivante, il la partage entre la ligue des Pays-Bas et de l'Australie. Il connait une bonne saison dans l'hémisphère sud en récoltant 78 points en 23 parties.
En 2010-2011, il joue avec les Dundee Stars.

## Statistiques
| Saison    | Équipe                        | Ligue      |    | Saison régulière | Saison régulière | Saison régulière | Saison régulière | Saison régulière |   | Séries éliminatoires | Séries éliminatoires | Séries éliminatoires | Séries éliminatoires | Séries éliminatoires |
| Saison    | Équipe                        | Ligue      | PJ | B                | A                | Pts              | Pun              | PJ               | B | A                    | Pts                  | Pun                  |                      |                      |
| 2002-2003 | Musketeers de Sioux City      | USHL       | 52 | 5                | 10               | 15               | 16               | 2                | 0 | 1                    | 1                    | 4                    |                      |                      |
| 2003-2004 | Musketeers de Sioux City      | USHL       | 2  | 0                | 1                | 1                | 0                | -                | - | -                    | -                    | -                    |                      |                      |
| 2003-2004 | TimberWolves de Williams Lake | LHCB       | 26 | 11               | 13               | 24               | 19               | 1                | 0 | 0                    | 0                    | 0                    |                      |                      |
| 2004-2005 | Sea Wolves d'Alaska-Anchorage | NCAA       | 28 | 4                | 6                | 10               | 10               | -                | - | -                    | -                    | -                    |                      |                      |
| 2005-2006 | Sea Wolves d'Alaska-Anchorage | NCAA       | 25 | 2                | 1                | 3                | 33               | -                | - | -                    | -                    | -                    |                      |                      |
| 2006-2007 | Sea Wolves d'Alaska-Anchorage | NCAA       | 37 | 5                | 8                | 13               | 28               | -                | - | -                    | -                    | -                    |                      |                      |
| 2007-2008 | Sea Wolves d'Alaska-Anchorage | NCAA       | 35 | 3                | 14               | 17               | 22               | -                | - | -                    | -                    | -                    |                      |                      |
| 2008-2009 | Sundogs de l'Arizona          | LCH        | 58 | 13               | 16               | 29               | 65               | -                | - | -                    | -                    | -                    |                      |                      |
| 2009-2010 | GIJS Bears Groningen          | Eredivisie | 42 | 39               | 41               | 80               | 52               | -                | - | -                    | -                    | -                    |                      |                      |
| 2010      | Newcastle North Stars         | AIHL       | 23 | 36               | 42               | 78               | 22               | 1                | 1 | 3                    | 4                    | 2                    |                      |                      |
| 2010-2011 | Dundee Stars                  | EIHL       | 56 | 25               | 30               | 55               | 52               | 2                | 0 | 0                    | 0                    | 6                    |                      |                      |
| 2011      | Newcastle North Stars         | AIHL       | 28 | 36               | 39               | 75               | 24               | 2                | 3 | 3                    | 6                    | 2                    |                      |                      |
| 2012-2013 | Aces de l'Alaska              | ECHL       | 1  | 0                | 0                | 0                | 2                | -                | - | -                    | -                    | -                    |                      |                      |